# 遊戲部企劃
遊戲部企劃（日语：ゲーム部プロジェクト）是一个日本虛擬YouTuber團體、影音部落客，所屬事務所為Brave group（前稱Unlimited）。2018年3月底，游戏部企劃在YouTube上開設了第一個主播頻道。2018年11月28日，開設副頻道「放學後遊戲部」（日语：放課後ゲーム部）。
遊戲部企劃的成員夢咲楓、道明寺晴翔、風見涼和櫻樹米莉亞的人设皆為東京的高中生，以俱樂部的活動作為直播内容，例如遊玩电子游戏《精灵宝可梦》和《任天堂明星大亂鬥 特別版》。除了電子遊戲，另有日常生活影片。
2019年4月，被知情人士爆出遊戲部企劃的旗下4名成員遭所屬事務所Unlimited压榨，震撼了Vtuber圈，引来同圈人士和网友们的撻伐。随后從2019年6月起，游戏部企划成员的声优被逐一替换，導致其YouTube频道的订阅人數也隨之暴跌。
2020年12月31日，宣布夢咲楓、道明寺晴翔、風見涼將於2021年2月7日停止活動。而櫻樹米莉亞則轉加入音樂事務所Highway Star Inc.繼續活動，直到2025年5月17日宣布畢業結束所有活動。

## 外部連結
- YouTube上的遊戲部企劃頻道（日語）